# العمليات العسكرية الإندونيسية في آتشيه 1990-98
العمليات العسكرية الإندونيسية في آتشيه تُعرف أيضًا باسم منطقة العمليات العسكرية إنطلقة العمليات في أوائل التسعينات حتى 22 أغسطس 1998 ضد الحركة الانفصالية لحركة آتشيه الحرة في آتشيه. خلال تلك الفترة مارس الجيش الإندونيسي انتهاكات واسعة النطاق ومنهجية لحقوق الإنسان ضد الآتشيه. تميزت الحرب بأنها أقذر حرب في إندونيسيا شملت عمليات إعدام تعسفية وخطف وتعذيب واختفاء وإحراق قرى. وصفت منظمة العفو الدولية رد العمليات العسكرية بأنه «علاج صدمة» لاسقرار وأمان آتشيه. تم إحراق قرى يشتبه في أنها تؤوي نشطاء الحركة، كما تم اختطاف وتعذيب أفراد عائلات من يشتبه أنهم من النشطاء. ادعت آتشيه تايمز أن أكثر من 300 امرأة وطفل اغتصبوا، وما بين 9.000 و12.000 شخص معظمهم من المدنيين قتلوا بين 1989 و1998 في العملية. مع ذلك لا تقدم المطالبات استشهادات محددة.